# Ponciano Leiva
Ponciano Leiva Madrid (*Ceguaca, 19 de noviembre de 1821 - †Santa Cruz de Yojoa, 12 de diciembre de 1896) fue un militar con el grado de General de División y político de la facción conservadora. Presidente en cuatro ocasiones; dos provisionales, la primera de ellas entre 1873 a 1874, y seguidamente electo Presidente constitucional de Honduras entre el 13 de enero de 1874 al 8 de junio de 1876. Después fue designado presidente provisional, en 1885, y de nuevo electo como Presidente constitucional de Honduras, en el periodo del 30 de noviembre de 1891 al 7 de agosto de 1893.

## Biografía
Ponciano Leiva Madrid nació en la comunidad de Ceguaca, en el departamento de Santa Bárbara, un 19 de noviembre de 1821 y fallecería el 12 de diciembre de 1896, en Santa Cruz de Yojoa. Fue hijo del matrimonio entre Marcos Leiva y María Presentación Madrid. Leiva, contrajo nupcias con María Luisa de Jesús Castro Acosta en el año 1858 y con quien procrearía a: Emilio, Guillermina, Marcos, Luisa y María Leiva Castro.

### Vida
Ponciano Leiva Madrid ingresa como soldado al Ejército de Honduras, llegando en todo el tiempo que sirvió en tal, hasta el rango de General otorgado por el Congreso Nacional de Honduras, ascendido juntamente con Máximo Gálvez, Vicente Williams Domínguez, Pablo Nuila, Longino Sánchez, Eustaquio Madrid, Ramón Zelaya Vijil. Asimismo se hizo parte de la política de la nación, al ser diputado por el Departamento de Santa Bárbara, en 1865. Al año siguiente fue nombrado Ministro de Fomento, Gobernación y Justicia, entre 1865 a 1871, durante la administración del capitán general José María Medina.
Ponciano Leiva Madrid entra a Honduras por la ciudad de Choluteca. Con el apoyo del ejército realizó su ascenso a la presidencia de Honduras. El 6 de enero sitia la ciudad capital de Comayagua, la que aguanta fieramente siete días y por fin, el 13 de enero, el presidente Céleo Arias capítula y es ordenado su destierro; inmediatamente, Leiva ordena que pongan bajo libertad al Capitán general José María Medina, amigo suyo y símbolo del conservadurismo hondureño, que guardaba detención.

### 1.ª Presidencia constitucional
Leiva declara nula la Constitución de 1873, emitida por Arias y restituye la Constitución de 1865, ordenando se celebren elecciones presidenciales, las cuales suceden en Consenso en Comayagua y donde obtiene la mayoría absoluta de votos; es así que se proclama Presidente Constitucional.
El 20 de septiembre de 1875, Leiva Madrid emite un nuevo Reglamento para la Imprenta, en el que se suprime el cargo de Administrador y vuelve al tradicional Director.
Un 13 de junio de 1876 se encuentra en la presidencia provisional el licenciado Marcelino Mejía, desde el 8 de junio, por motivo del Convenio de Cedros celebrado entre el presidente Ponciano Leiva y José María Medina. Mejía, al no tener respuesta, deja la presidencia provisional en manos de Crescencio Gómez Valladares, quien era el indicado por Medina para ascender nuevamente a la gobernación de la nación.
En 1876 dejó el cargo en manos de José María Zelaya Ayes, debido a la presión de Justo Rufino Barrios, presidente de la vecina Guatemala.
En 1880 es nombrado Ministro de Relaciones Exteriores de Honduras y más tarde, en 1884, nombrado Ministro de Guerra en el gabinete del Presidente General Luis Bográn, quien le confía la presidencia provisional entre el 7 de marzo al 21 de junio de 1885. Bográn, al ver la completa fidelidad de Leiva, resulta elegido candidato presidencial en la convención del Partido Progresista de Honduras o "Partido Nacional Progresista de Honduras", celebrado un 22 de febrero de 1891.

### 2.ª Presidencia constitucional
En las elecciones generales celebradas el 10 de noviembre de 1891, Leiva recibió la mayoría de los votos frente a Policarpo Bonilla. En las elecciones nacionales, que fueron celebradas entre los días 4 y 6 de noviembre de 1891, salió triunfante la candidatura de Ponciano Leiva. La oposición reclamó resultados como ilegítimos; mientras el presidente aún en funciones, Luis Bográn, convoca al Congreso Nacional para reunirse el 1 de noviembre en la ciudad de Comayagua, instalándose el 6 de noviembre de ese año. Se preparan para declarar electo a Ponciano Leiva como ganador de las elecciones. El 30 de noviembre de 1891, Ponciano Leiva presta su promesa de ley, y es declarado oficialmente Presidente de la República de Honduras. El presupuesto para su primer año de gobierno constitucional era de 1.345,298 Pesos con 78 centavos, el cual da la deplorable idea de la fiscalidad en esos tiempos.

### Intento de golpe de Estado
Entre noviembre y diciembre de 1891, el general Terencio Sierra intenta derrocar al gobierno de Leiva, quien nombra al general Domingo Vásquez como comandante de armas de la ciudad de Tegucigalpa, el 2 de abril de 1892, para sustituir al General Pablo Nuila que conspiraba en su contra. Seguidamente expulsa a líderes de la oposición política y decreta "el estado de sitio" en los departamentos de Tegucigalpa, Choluteca, Olancho, El Paraíso, Colón y Yoro. El 9 de abril de 1892, Ponciano Leiva, alegando razones de salud deja la presidencia y la Asamblea designó como su sustituto al diputado presidencial Rosendo Agüero Ariza. En el mes de junio de 1892 hubo un pequeño amonitamiento contra su presidencia acaudillada por el teniente coronel José Leonardo Nuila Leiva, jefe de La Ceiba. Nuila se había apoderado de rifles winchester y municiones que habían llegado desde Estados Unidos de América para el Ejército de Honduras, el cual fue disuelto por las fuerzas gubernamentales al mando de Manuel Bonilla, quien bajo orden del Ministro de Guerra Carlos F. Alvarado, un 27 de septiembre de ese año, trasladó a Leonardo Nuila a la ciudad de Comayagua a oír juicio. Más tarde, Ponciano Leiva, en 1893, dejó definitivamente el poder por miedo a una revolución. Es Agüero quien toma el cargo hasta ser sustituido por el General Domingo Vásquez.

## Hechos Sobresalientes
- DECRETO de fecha 8 de octubre de 1874, en el cual ordena la creación del "Instituto San Carlos" en la ciudad de Santa Rosa de Copán.
- Emitió la Ley Orgánica de Instrucción Pública 15 de septiembre de 1874.
- Funda la Escuela de Derecho en Santa María de Comayagua, el 25 de enero de 1891.
- Fijó los límites fronterizos de los departamentos de Comayagua y Yoro.

## Partido Progresista de Honduras
El "Movimiento Progresista" fue primero una alusión del neoliberalismo conservador hondureño del siglo XIX, reunidos en el Departamento de Santa Bárbara, Luis Bográn, Enrique Gutiérrez y varias personalidades más dieron lugar a formar las bases del Partido Progresista, que en su primera intervención en elecciones generales hondureñas, el candidato general Ponciano Leiva Madrid se llevó la victoria. El Partido Progresista desapareció por completo, dejando muchos simpatizantes a nivel nacional que volvieron a dar forma a la ideología y organizaron el Partido Nacional de Honduras, fundado como tal, en 1902.